# FIS Marathon Cup 2008/2009
Sezon 2008/2009 FIS Marathon Cup rozpoczął się 14 grudnia 2008 roku włoskim maratonem La Sgambeda, a zakończył 21 marca 2009 roku norweskim Birkebeinerrennet.
Obrońcami tytułu byli: Rosjanka Tatjana Jambajewa wśród kobiet oraz Norweg Anders Aukland wśród mężczyzn. W tym sezonie triumfowali: Szwedka Jenny Hansson, a wśród mężczyzn zwyciężył reprezentant Włoch – Marco Cattaneo.

## Kalendarz i wyniki

### Kobiety
| Lp. | Data             | Zawody                           | Dystans             | 1. miejsce       | 2. miejsce      | 3. miejsce                |
| --- | ---------------- | -------------------------------- | ------------------- | ---------------- | --------------- | ------------------------- |
| 1.  | 14 grudnia 2008  | Livigno – La Sgambeda            | 42 km s. dowolnym   | Sabina Valbusa   | Jenny Hansson   | Tatjana Mannima           |
| 2.  | 11 stycznia 2009 | Bedřichov – Jizerská Padesátka   | 50 km s. klasycznym | Sandra Hansson   | Tatjana Mannima | Zuzana Kocumová           |
| 3.  | 18 stycznia 2009 | Lienz – Dolomitenlauf            | 60 km s. dowolnym   | Susanna Nevala   | Anna Andriejewa | Andrea Reithmayr          |
| 4.  | 25 stycznia 2009 | Predazzo – Marcialonga           | 70 km s. klasycznym | Hilde Pedersen   | Jenny Hansson   | Nina Lintzén              |
| 5.  | 1 lutego 2009    | Oberammergau – König-Ludwig-Lauf | 50 km s. klasycznym | Jenny Hansson    | Sandra Hansson  | Nina Lintzén              |
| 6.  | 8 lutego 2009    | Lamoura – Transjurassienne       | 76 km s. dowolnym   | Karine Philippot | Émilie Vina     | Natascia Leonardi Cortesi |
| 7.  | 15 lutego 2009   | Otepää – Tartu Maraton           | 63 km s. klasycznym | Sandra Hansson   | Hilde Pedersen  | Zuzana Kocumová           |
| 8.  | 1 marca 2009     | Sälen – Vasaloppet               | 90 km s. klasycznym | Sandra Hansson   | Jenny Hansson   | Nina Lintzén              |
| 9.  | 8 marca 2009     | Samedan – Engadin Skimarathon    | 42 km s. dowolnym   | Seraina Mischol  | Hilde Pedersen  | Susanne Nyström           |
| 10. | 20 marca 2009    | Lillehammer – Birkebeinerrennet  | 54 km s. klasycznym | Hilde Pedersen   | Sandra Hansson  | Jenny Hansson             |

### Mężczyźni
| Lp. | Data             | Zawody                           | Dystans             | 1. miejsce         | 2. miejsce         | 3. miejsce       |
| --- | ---------------- | -------------------------------- | ------------------- | ------------------ | ------------------ | ---------------- |
| 1.  | 14 grudnia 2008  | Livigno – La Sgambeda            | 42 km s. dowolnym   | Marco Cattaneo     | Fabio Santus       | Tullio Grandelis |
| 2.  | 11 stycznia 2009 | Bedřichov – Jizerská Padesátka   | 50 km s. klasycznym | Marco Cattaneo     | Jerry Ahrlin       | Stanislav Řezáč  |
| 3.  | 18 stycznia 2009 | Lienz – Dolomitenlauf            | 60 km s. dowolnym   | Teemu Kattilakoski | Christian Hoffmann | Thomas Freimuth  |
| 4.  | 25 stycznia 2009 | Predazzo – Marcialonga           | 70 km s. klasycznym | Jerry Ahrlin       | Jørgen Aukland     | Daniel Tynell    |
| 5.  | 1 lutego 2009    | Oberammergau – König-Ludwig-Lauf | 50 km s. klasycznym | Stanislav Řezáč    | Jerry Ahrlin       | Marco Cattaneo   |
| 6.  | 8 lutego 2009    | Lamoura – Transjurassienne       | 76 km s. dowolnym   | Alaksiej Iwanou    | Tullio Grandelis   | Marco Cattaneo   |
| 7.  | 15 lutego 2009   | Otepää – Tartu Maraton           | 63 km s. klasycznym | Anders Aukland     | Jørgen Aukland     | Jerry Ahrlin     |
| 8.  | 1 marca 2009     | Sälen – Vasaloppet               | 90 km s. klasycznym | Daniel Tynell      | Oskar Svärd        | Erik Eriksson    |
| 9.  | 8 marca 2009     | Samedan – Engadin Skimarathon    | 42 km s. dowolnym   | Fabio Santus       | Marco Cattaneo     | Curdin Perl      |
| 10. | 20 marca 2009    | Lillehammer – Birkebeinerrennet  | 54 km s. klasycznym | Jerry Ahrlin       | Anders Aukland     | Stanislav Řezáč  |

## Klasyfikacje
| Lp. | Zawodnik                  | Punkty |
| --- | ------------------------- | ------ |
| 1.  | Jenny Hansson             | 518    |
| 2.  | Sandra Hansson            | 360    |
| 2.  | Hilde Pedersen            | 360    |
| 4.  | Nina Lintzén              | 230    |
| 5.  | Jannike Irene Østby       | 162    |
| 6.  | Susanna Nevala            | 145    |
| 7.  | Tatjana Mannima           | 140    |
| 8.  | Natascia Leonardi Cortesi | 130    |
| 9.  | Zuzana Kocumová           | 120    |
| 10. | Émilie Vina               | 106    |

| Lp. | Zawodnik         | Punkty |
| --- | ---------------- | ------ |
| 1.  | Marco Cattaneo   | 535    |
| 2.  | Jerry Ahrlin     | 504    |
| 3.  | Stanislav Řezáč  | 348    |
| 4.  | Daniel Tynell    | 328    |
| 5.  | Anders Aukland   | 315    |
| 6.  | Jørgen Aukland   | 294    |
| 7.  | Bruno Carrara    | 290    |
| 8.  | Tullio Grandelis | 220    |
| 9.  | Alaksiej Iwanou  | 204    |
| 10. | Thomas Freimuth  | 188    |